# Прекрасная Розамунда
«Прекрасная Розамунда» — картина английского художника-прерафаэлита Данте Габриэля Россетти, созданная в 1861 году. На данный момент находится в собрании Галереи и музея Национальном музее Уэльса в Кардиффе.
На картине изображена Розамунда де Клиффорд, любовница короля Англии Генриха II Плантагенета, которую за её красоту называли «Прекрасной Розамундой». Розамунда находится на балконе, в ожидании визита короля. Красная нить в её руках должна привести короля к её спальне. Нить является единственной на картине отсылкой к истории Розамунды, описываемой легендами. Балюстрада, на которую облокачивается героиня, украшена сердцами, увенчанными короной, что символизирует её статус возлюбленной короля; роза в волосах является отсылкой к её имени. Одежда героини достаточно откровенна и обнажает плечи, это, вместе с распущенными волосами и румянцем на лице составляет типичный для викторианской эпохи образ любовницы — вальяжной сексуальной женщины.
Россетти работал над картиной в середине 1861 года. Известно, что коралловые бусы, которые носит героиня, художник одалживал у супруги Эдварда Бёрн-Джонса Джорджианы. Другое ожерелье уже появлялось на картине «Bocca Baciata». Натурщицей для этой работы стала Фанни Корнфорт. 11 июля 1861 года в одном из своих писем художник заявил, что работа над произведением завершена.